# Planetary Confinement
Planetary Confinement è il terzo album in studio del gruppo musicale britannico Antimatter, pubblicato nel 2005.

## Tracce
1. Planetary Confinement – 1:33
2. The Weight of the World – 4:45
3. Line of Fire – 6:28
4. Epitaph – 4:11
5. Mr. White (Trouble cover) – 4:07
6. A Portrait of the Young Man as an Artist – 4:54
7. Relapse – 5:03
8. Legions – 7:24
9. Eternity Part 24 – 8:45